# Чемпионат Монголии по международным шашкам среди женщин 2013
Финал Чемпионата Монголии по международным шашкам среди женщин 2013 прошёл с 20 по 26 мая по круговой системе. В турнире приняли участие 9 спортсменок. Одновременно проходил финал чемпионата Монголии среди мужчин.

## Результаты
| Место | Участник                 | Очки | Победы |
| ----- | ------------------------ | ---- | ------ |
| 1     | Эрдэнетсогт Мандахнаран  | 12   | 4      |
| 2     | Ганбаагийн Хэрлэнмурэн   | 11   | 4      |
| 3     | Мижгээгийн Хишигбаяр     | 9    | 2      |
| 4     | Батдэлгэрийн Нандинцэцэг | 9    | 2      |
| 5     | Ньямгерель Сухи          | 9    | 2      |
| 6     | Дондовын Энхтуул         | 7    | 2      |
| 7     | Гомбосурэнгийн Энхтуя    | 7    | 1      |
| 8     | Ганбаатарын Амгалан      | 7    | 1      |
| 9     | Ухнаа Цэрэндолгор        | 1    | 0      |